# Алланкур
Алланкур (фр. Hallencourt) — коммуна на севере Франции, регион О-де-Франс, департамент Сомма, округ Абвиль, кантон Гамаш. Расположена в 16 км к югу от Абвиля и в 12 км от автомагистралей А28 "Дорога эстуарий" и А16 "Европейская". Коммуна состоит из двух деревень — Алланкур и Окенкур.
Население (2014) — 1 368 человек.

## Достопримечательности
- Готическая церковь Святого Фирмена XV-XVI веков
- Церковь Святого Дионисия XV-XVI веков в стиле пламенеющая готика
- Шато Бёвур XVIII века с парком (в настоящее время частный отель)

## Экономика
Уровень безработицы (2017) — 15,5 % (Франция в целом — 13,4 %, департамент Сомма — 15,9 %). 

Среднегодовой доход на 1 человека, евро (2018) — 18 230 (Франция в целом — 21 730, департамент Сомма — 20 320).

## Демография
Динамика численности населения, чел.

## Администрация
Пост мэра Алланкура с 2014 года занимает Фредерик Делоэн (Frédéric Delohen). На муниципальных выборах 2020 году возглавляемый им список победил в 1-м туре, получив 54,58 % голосов.
| Период | Период | Фамилия         | Партия                    | Примечания                                              |
| ------ | ------ | --------------- | ------------------------- | ------------------------------------------------------- |
| 1971   | 1983   | Жан Канапль     |                           | торговец                                                |
| 1983   | 2014   | Пьер Мартен     | Союз за народное движение | учитель, член Генерального совета департамента, сенатор |
| 2014   |        | Фредерик Делоэн | Социалистическая партия   | железнодорожник                                         |

## Знаменитые уроженцы
- Роман Опалка (1931—2011), польский художник-концептуалист
- Эдуар Луи (1992), писатель; в автобиографическом романе En finir avec Eddy Bellegueule он описал Алланкур и его жителей

## Галерея

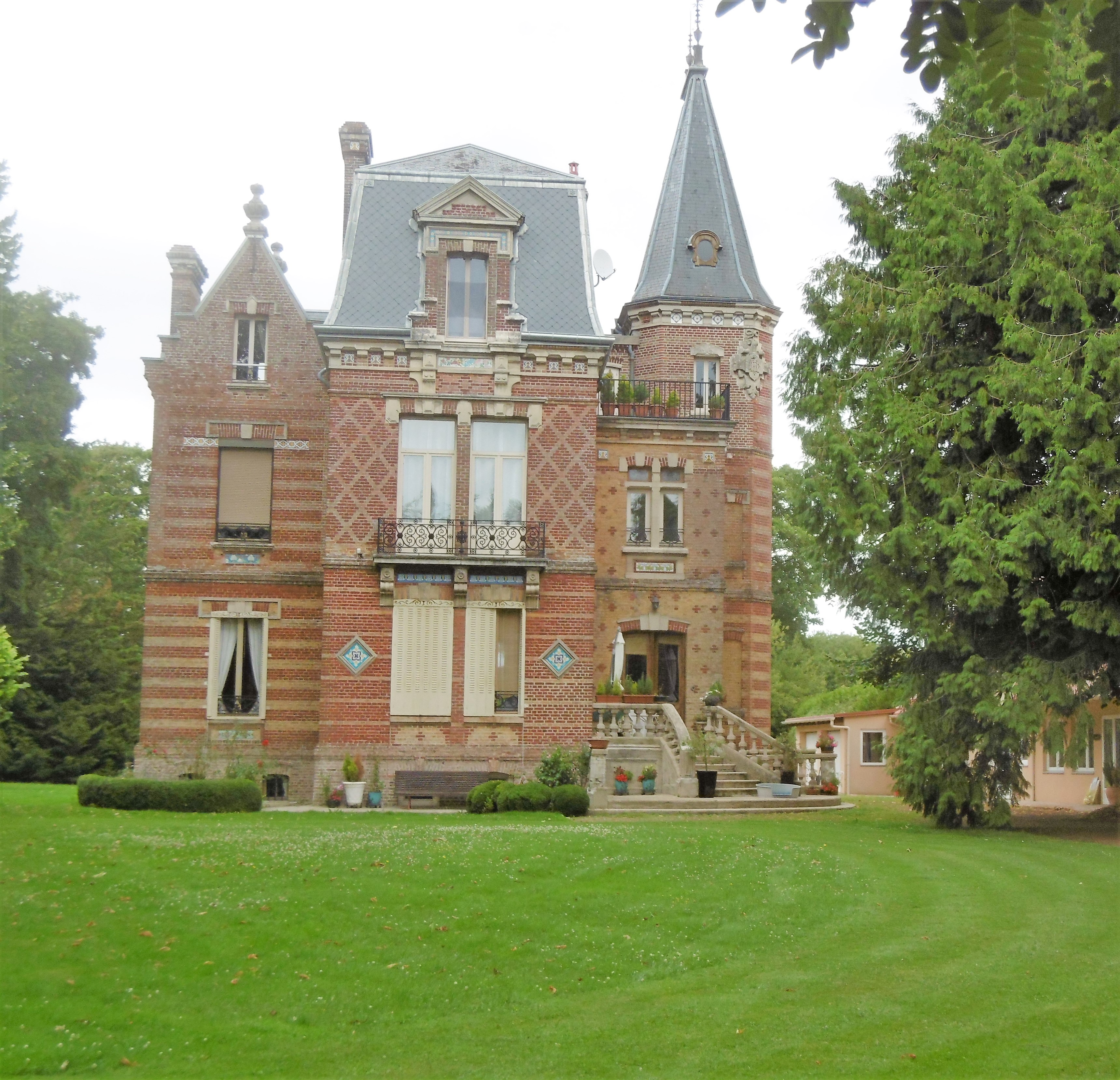
Шато Бёвур
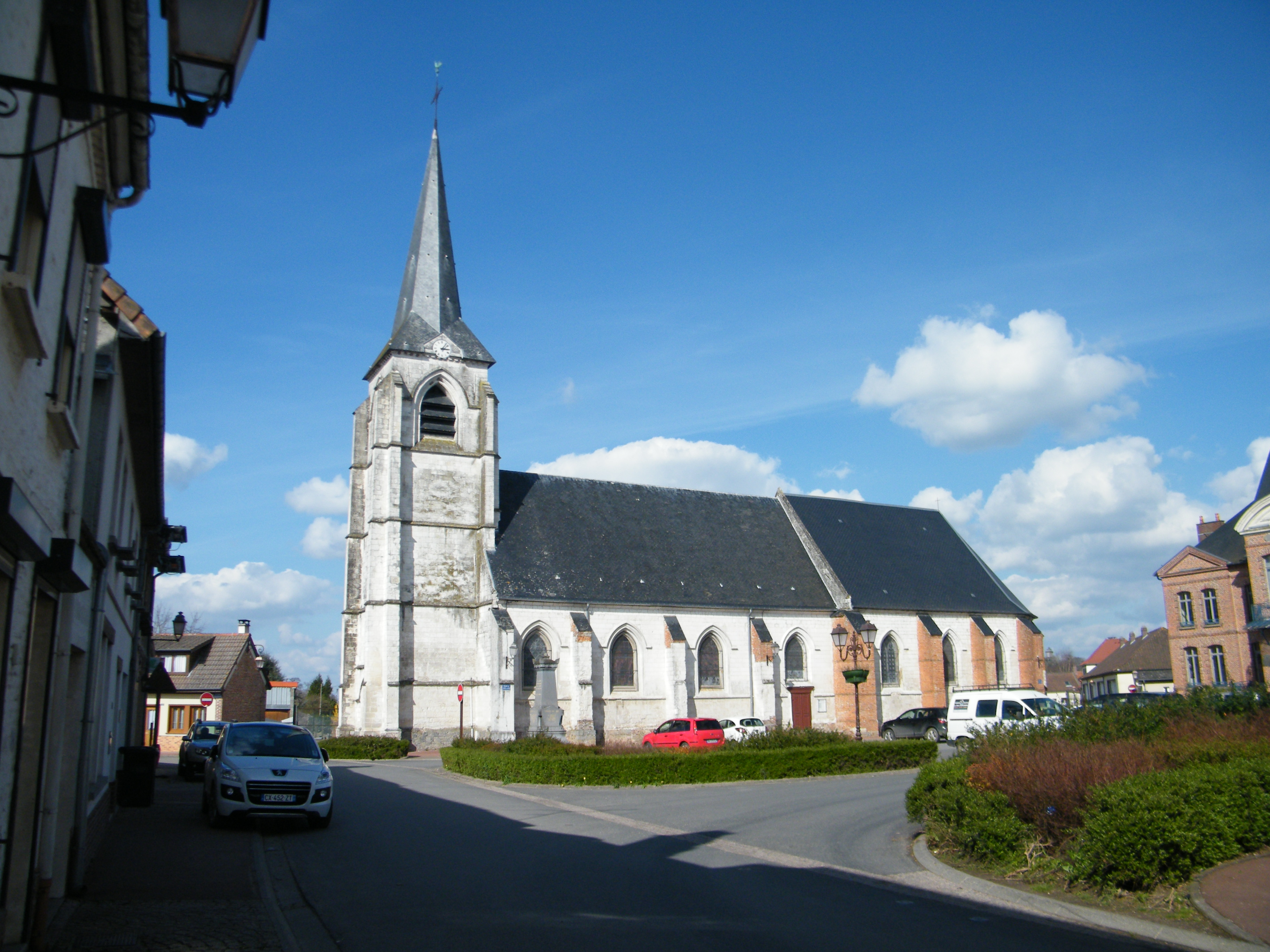
Церковь Сен-Дени (святого Дионисия)
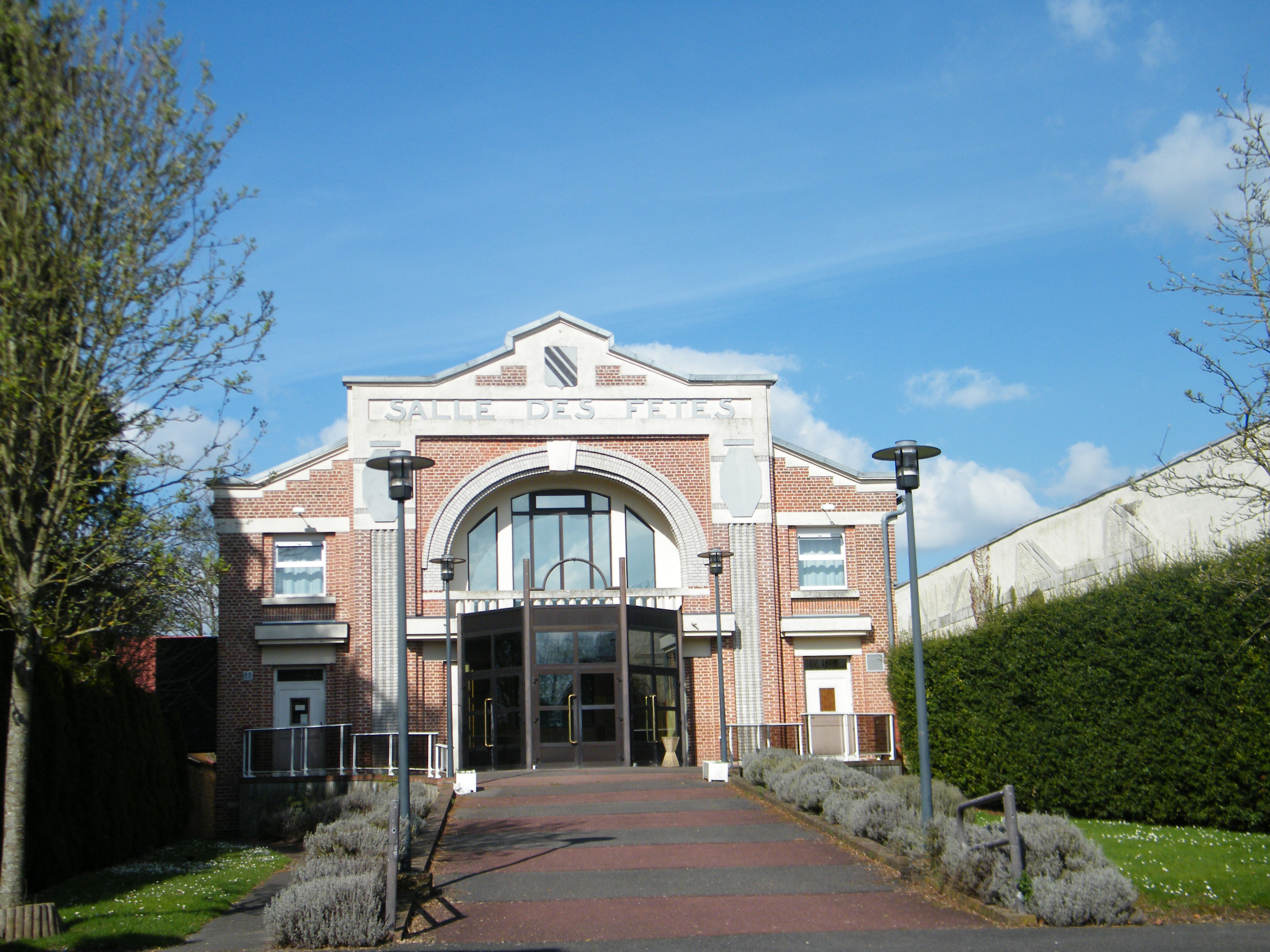
Зал торжеств

1. 1 2  база данных о французских коммунах — Национальный географический институт Франции, 2015.